# Xã Cedar, Quận Van Buren, Iowa
Xã Cedar (tiếng Anh: Cedar Township) là một xã thuộc quận Van Buren, tiểu bang Iowa, Hoa Kỳ. Năm 2010, dân số của xã này là 362 người.